# 二次文献

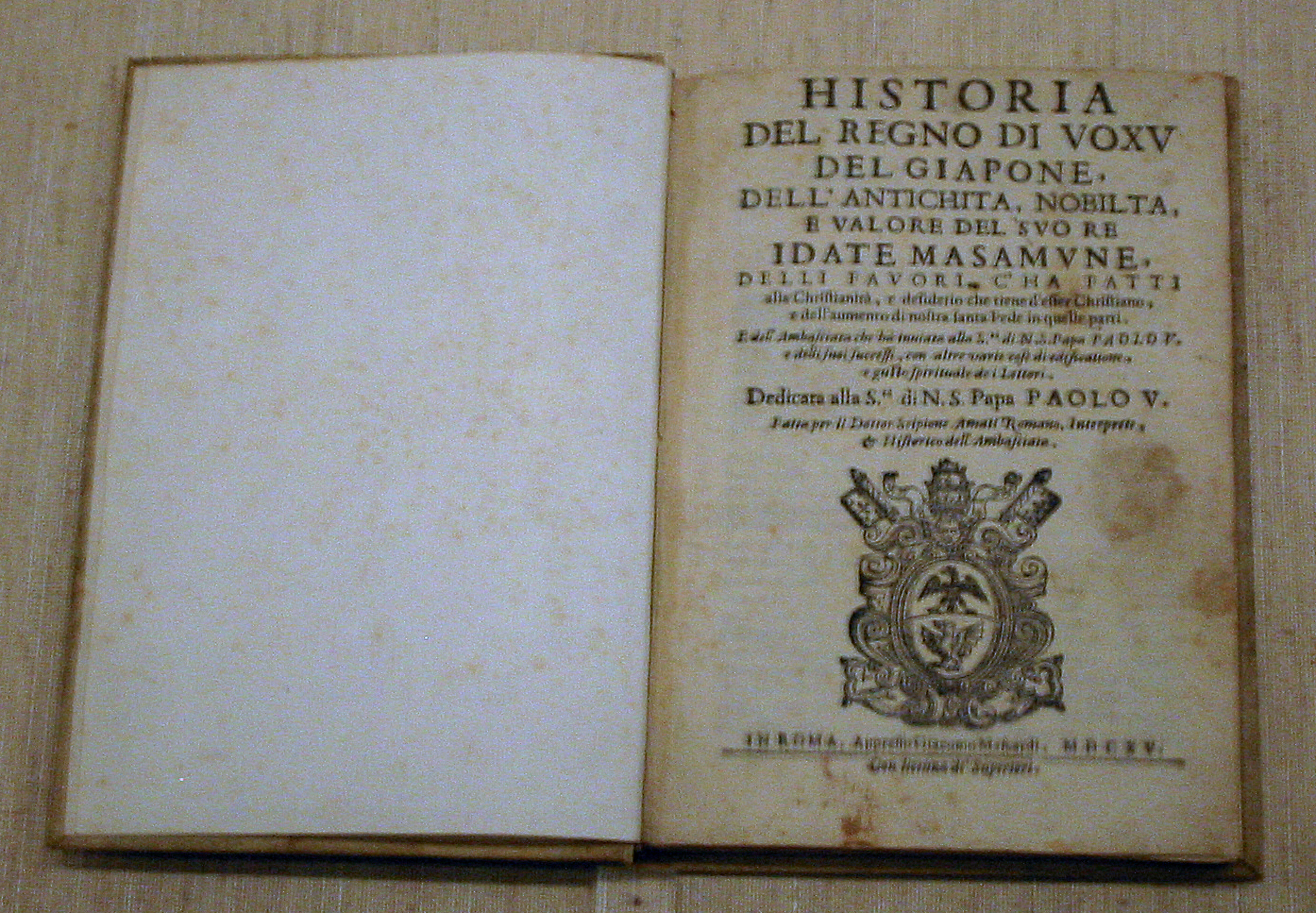
希皮歐內·阿馬蒂的著作《奧州王國的歷史》（Historia del regno di Voxu）是典型的二次文獻。

二次文献也称二级來源、次級資料，它是将大量分散、零乱、无序的一次文献进行整理、浓缩、提炼，并按照一定的逻辑顺序和科学体系加以编排存储，使之系统化，以便于检索利用。
其主要类型有目录、索引、文摘性数据库等，如《中文科技资料目录》、《化学文摘》等。二次文献具有明显的汇集性、系统性和可检索性，它的重要性在于使查找一次文献所花费的时间大大减少。

### 和三次文獻的區分
三次文獻的作品和二次文獻相比的最大不同是，三次文獻寫作只以他人研究分析見解及摘要來自二次文獻編輯為主，如百科全書、字典等等。也因此三次文獻的作品不像二次文獻會去對第一級來源做原創研究的分析和見解。
三次文獻作品常常是一般知識或專業知識的總觀介紹，介紹並界定對該專業領域或語言受眾最基本的知識體系，其目標在於快速查找已建制發表並常視為共同同意的「假設」、「知識概念觀聯」和「知識社群共識」。